# Draft de la NFL de 2017
El Draft de la NFL de 2017 fue la 82.ª edición de la reunión anual de selección de jugadores. Tuvo lugar los días 27, 28 y 29 de abril en el Museo de Arte de Filadelfia. Un total de 253 jugadores fueron seleccionados a lo largo de siete rondas. La elección de jugadores fue anunciada desde un escenario instalado en las famosas Rocky steps.

## Selecciones del Draft
|  |  | Indica jugador miembro del Pro Football Hall of Fame                                |
|  |  | Indica jugador que ha sido seleccionado por lo menos en un Pro Bowl y en el All-Pro |
|  |  | Indica jugador que ha sido seleccionado por lo menos en un Pro Bowl                 |
|  |  | Indica jugador que ha sido seleccionado por lo menos en un All-Pro                  |
|  |  | Indica jugador que nunca ha jugado en la NFL                                        |

| C  | Center            |     | CB                 | Cornerback |                   | DB | Defensive back   |  | DE | Defensive end |
| DL | Defensive lineman | DT  | Defensive tackle   | FB         | Fullback          | FS | Free safety      |  |    |               |
| G  | Guard             | HB  | Halfback           | ILB        | Inside linebacker | K  | Placekicker      |  |    |               |
| KR | Kick returner     | LB  | Linebacker         | LS         | Long snapper      | OT | Offensive tackle |  |    |               |
| OL | Offensive lineman | OLB | Outside linebacker | NT         | Nose tackle       | P  | Punter           |  |    |               |
| PR | Punt returner     | QB  | Quarterback        | RB         | Running back      | S  | Safety           |  |    |               |
| SS | Strong safety     | TB  | Tailback           | TE         | Tight end         | WR | Wide receiver    |  |    |               |

### Primera ronda

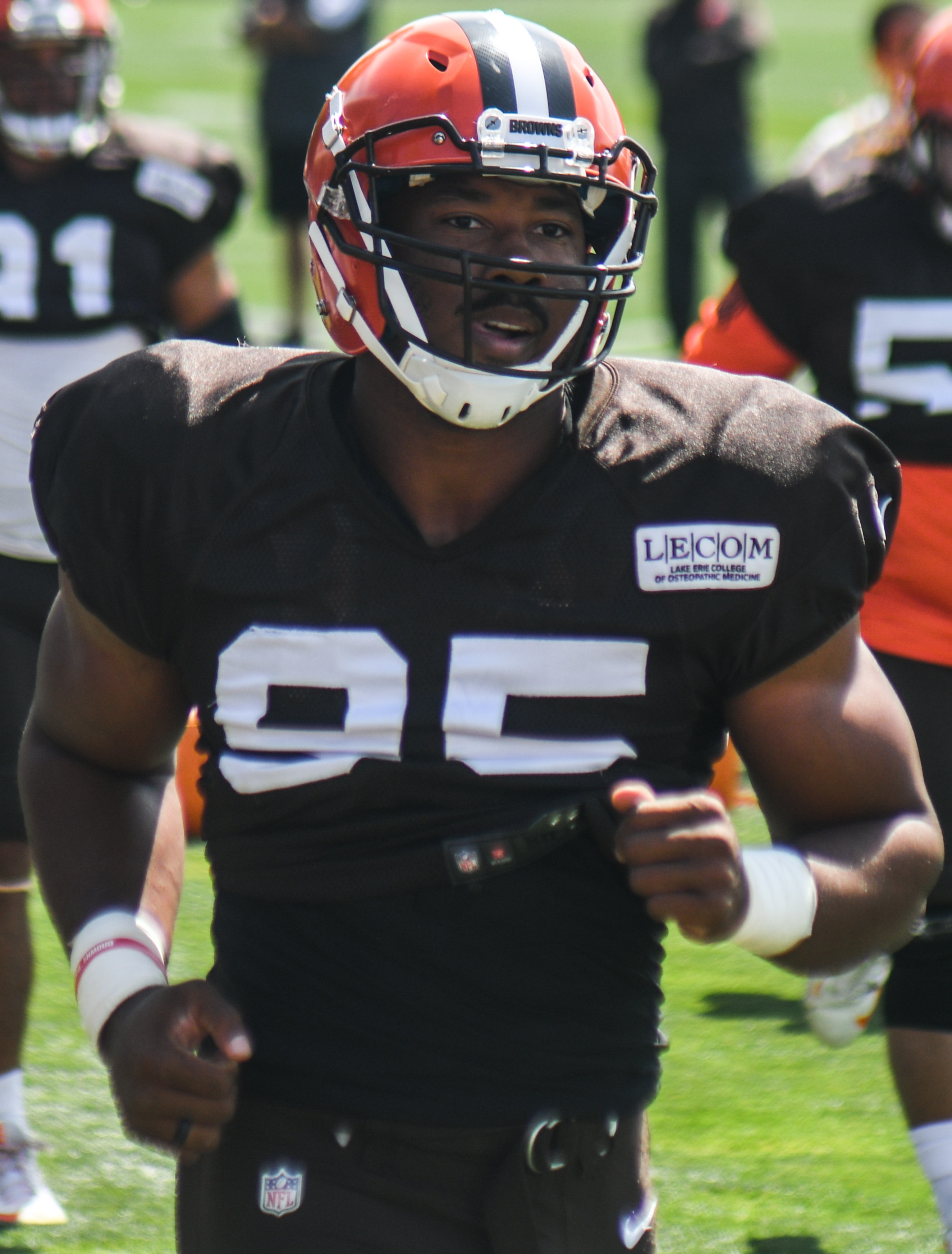
Myles Garrett, nº 1 del draft, elegido por Cleveland Browns.

| Pick | Jugador             | Pos. | Nacionalidad   | Equipo                                            | Universidad      |
| ---- | ------------------- | ---- | -------------- | ------------------------------------------------- | ---------------- |
| 1    | Myles Garrett       | DE   | Estados Unidos | Cleveland Browns                                  | Texas A&M        |
| 2    | Mitchell Trubisky   | QB   | Estados Unidos | Chicago Bears (desde San Francisco)               | North Carolina   |
| 3    | Solomon Thomas      | DE   | Estados Unidos | San Francisco 49ers (desde Chicago)               | Stanford         |
| 4    | Leonard Fournette   | RB   | Estados Unidos | Jacksonville Jaguars                              | LSU              |
| 5    | Corey Davis         | WR   | Estados Unidos | Tennessee Titans (desde L.A. Rams)                | Western Michigan |
| 6    | Jamal Adams         | S    | Estados Unidos | New York Jets                                     | LSU              |
| 7    | Mike Williams       | WR   | Estados Unidos | Los Angeles Chargers                              | Clemson          |
| 8    | Christian McCaffrey | RB   | Estados Unidos | Carolina Panthers                                 | Stanford         |
| 9    | John Ross           | WR   | Estados Unidos | Cincinnati Bengals                                | Washington       |
| 10   | Patrick Mahomes     | QB   | Estados Unidos | Kansas City Chiefs (desde Buffalo)                | Texas Tech       |
| 11   | Marshon Lattimore   | CB   | Estados Unidos | New Orleans Saints                                | Ohio State       |
| 12   | Deshaun Watson      | QB   | Estados Unidos | Houston Texans (desde Philadelphia vía Cleveland) | Clemson          |
| 13   | Haason Reddick      | LB   | Estados Unidos | Arizona Cardinals                                 | Temple           |
| 14   | Derek Barnett       | DE   | Estados Unidos | Philadelphia Eagles (desde Minnesota)             | Tennessee        |
| 15   | Malik Hooker        | DB   | Estados Unidos | Indianapolis Colts                                | Ohio State       |
| 16   | Marlon Humphrey     | DB   | Estados Unidos | Baltimore Ravens                                  | Alabama          |
| 17   | Jonathan Allen      | DE   | Estados Unidos | Washington Redskins                               | Alabama          |
| 18   | Adoree' Jackson     | DB   | Estados Unidos | Tennessee Titans                                  | USC              |
| 19   | O. J. Howard        | TE   | Estados Unidos | Tampa Bay Buccaneers                              | Alabama          |
| 20   | Garret Bolles       | OT   | Estados Unidos | Denver Broncos                                    | Utah             |
| 21   | Jarrad Davis        | LB   | Estados Unidos | Detroit Lions                                     | Florida          |
| 22   | Charles Harris      | DE   | Estados Unidos | Miami Dolphins                                    | Missouri         |
| 23   | Evan Engram         | TE   | Estados Unidos | New York Giants                                   | Ole Miss         |
| 24   | Gareon Conley       | CB   | Estados Unidos | Oakland Raiders                                   | Ohio State       |
| 25   | Jabrill Peppers     | S    | Estados Unidos | Cleveland Browns (desde Houston)                  | Michigan         |
| 26   | Takkarist McKinley  | OLB  | Estados Unidos | Atlanta Falcons (desde Seattle)                   | UCLA             |
| 27   | Tre'Davious White   | CB   | Estados Unidos | Buffalo Bills (desde Kansas City)                 | LSU              |
| 28   | Taco Charlton       | DE   | Estados Unidos | Dallas Cowboys                                    | Michigan         |
| 29   | David Njoku         | TE   | Estados Unidos | Cleveland Browns (desde Green Bay)                | Miami            |
| 30   | T. J. Watt          | LB   | Estados Unidos | Pittsburgh Steelers                               | Wisconsin        |
| 31   | Reuben Foster       | LB   | Estados Unidos | San Francisco 49ers (desde Atlanta vía Seattle)   | Alabama          |
| 32   | Ryan Ramczyk        | OT   | Estados Unidos | New Orleans Saints (desde New England)            | Wisconsin        |

### Segunda ronda
| Pick | Jugador             | Pos. | Nacionalidad   | Equipo                                                 | Universidad      |
| ---- | ------------------- | ---- | -------------- | ------------------------------------------------------ | ---------------- |
| 33   | Kevin King          | CB   | Estados Unidos | Green Bay Packers (desde Cleveland)                    | Washington       |
| 34   | Cam Robinson        | OT   | Estados Unidos | Jacksonville Jaguars (desde San Francisco vía Seattle) | Alabama          |
| 35   | Malik McDowell      | DT   | Estados Unidos | Seattle Seahawks (desde Jacksonville)                  | Michigan State   |
| 36   | Budda Baker         | S    | Estados Unidos | Arizona Cardinals (desde Chicago)                      | Washington       |
| 37   | Zay Jones           | WR   | Estados Unidos | Buffalo Bills (desde L.A. Rams)                        | East Carolina    |
| 38   | Forrest Lamp        | G    | Estados Unidos | Los Angeles Chargers                                   | Western Kentucky |
| 39   | Marcus Maye         | S    | Estados Unidos | New York Jets                                          | Florida          |
| 40   | Curtis Samuel       | WR   | Estados Unidos | Carolina Panthers                                      | Ohio State       |
| 41   | Dalvin Cook         | RB   | Estados Unidos | Minnesota Vikings (desde Cincinnati)                   | Florida State    |
| 42   | Marcus Williams     | S    | Estados Unidos | New Orleans Saints                                     | Utah             |
| 43   | Sidney Jones        | CB   | Estados Unidos | Philadelphia Eagles                                    | Washington       |
| 44   | Gerald Everett      | TE   | Estados Unidos | Los Angeles Rams (desde Buffalo)                       | South Alabama    |
| 45   | Adam Shaheen        | TE   | Estados Unidos | Chicago Bears (desde Arizona)                          | Ashland          |
| 46   | Quincy Wilson       | CB   | Estados Unidos | Indianapolis Colts                                     | Florida          |
| 47   | Tyus Bowser         | LB   | Estados Unidos | Baltimore Ravens                                       | Houston          |
| 48   | Joe Mixon           | RB   | Estados Unidos | Cincinnati Bengals (desde Minnesota)                   | Oklahoma         |
| 49   | Ryan Anderson       | LB   | Estados Unidos | Washington Redskins                                    | Alabama          |
| 50   | Justin Evans        | S    | Estados Unidos | Tampa Bay Buccaneers                                   | Texas A&M        |
| 51   | DeMarcus Walker     | DE   | Estados Unidos | Denver Broncos                                         | Florida State    |
| 52   | DeShone Kizer       | QB   | Estados Unidos | Cleveland Browns (desde Tennessee)                     | Notre Dame       |
| 53   | Teez Tabor          | CB   | Estados Unidos | Detroit Lions                                          | Florida          |
| 54   | Raekwon McMillan    | LB   | Estados Unidos | Miami Dolphins                                         | Ohio State       |
| 55   | Dalvin Tomlinson    | DT   | Estados Unidos | New York Giants                                        | Alabama          |
| 56   | Obi Melifonwu       | S    | Estados Unidos | Oakland Raiders                                        | UConn            |
| 57   | Zach Cunningham     | LB   | Estados Unidos | Houston Texans                                         | Vanderbilt       |
| 58   | Ethan Pocic         | C    | Estados Unidos | Seattle Seahawks                                       | LSU              |
| 59   | Tanoh Kpassagnon    | DE   | Estados Unidos | Kansas City Chiefs                                     | Villanova        |
| 60   | Chidobe Awuzie      | CB   | Estados Unidos | Dallas Cowboys                                         | Colorado         |
| 61   | Josh Jones          | S    | Estados Unidos | Green Bay Packers                                      | NC State         |
| 62   | JuJu Smith-Schuster | WR   | Estados Unidos | Pittsburgh Steelers                                    | USC              |
| 63   | Dion Dawkins        | G    | Estados Unidos | Buffalo Bills (desde Atlanta)                          | Temple           |
| 64   | Taylor Moton        | OT   | Estados Unidos | Carolina Panthers (desde New England)                  | Western Michigan |

### Tercera ronda
| Pick | Jugador             | Pos. | Nacionalidad   | Equipo                                                | Universidad                    |
| ---- | ------------------- | ---- | -------------- | ----------------------------------------------------- | ------------------------------ |
| 65   | Larry Ogunjobi      | DT   | Estados Unidos | Cleveland Browns                                      | Charlotte                      |
| 66   | Ahkello Witherspoon | CB   | Estados Unidos | San Francisco 49ers                                   | Colorado                       |
| 67   | Alvin Kamara        | RB   | Estados Unidos | New Orleans Saints (desde Chicago via San Francisco)  | Tennessee                      |
| 68   | Dawuane Smoot       | DE   | Estados Unidos | Jacksonville Jaguars                                  | Illinois                       |
| 69   | Cooper Kupp         | WR   | Estados Unidos | Los Angeles Rams                                      | Eastern Washington             |
| 70   |                     |      | Estados Unidos |                                                       |                                |
| 71   |                     |      | Estados Unidos |                                                       |                                |
| 72   |                     |      | Estados Unidos |                                                       |                                |
| 73   |                     |      | Estados Unidos |                                                       |                                |
| 74   |                     |      | Estados Unidos |                                                       |                                |
| 75   |                     |      | Estados Unidos |                                                       |                                |
| 76   | Alex Anzalone       | LB   | Estados Unidos | New Orleans Saints                                    | Florida                        |
| 77   |                     |      | Estados Unidos |                                                       |                                |
| 78   |                     |      | Estados Unidos |                                                       |                                |
| 79   |                     |      | Estados Unidos |                                                       |                                |
| 80   |                     |      | Estados Unidos |                                                       |                                |
| 81   |                     |      | Estados Unidos |                                                       |                                |
| 82   |                     |      | Estados Unidos |                                                       |                                |
| 83   |                     |      | Estados Unidos |                                                       |                                |
| 84   | Chris Godwin        | WR   | Estados Unidos | Tampa Bay Buccaneers                                  | Penn State                     |
| 85   |                     |      | Estados Unidos |                                                       |                                |
| 86   | Kareem Hunt         | RB   | Estados Unidos | Kansas City Chiefs (desde Miami via Minnesota)        | Toledo                         |
| 87   |                     |      | Estados Unidos |                                                       |                                |
| 88   |                     |      | Estados Unidos |                                                       |                                |
| 89   |                     |      | Estados Unidos |                                                       |                                |
| 90   | Shaquill Griffin    | CB   | Estados Unidos | Seattle Seahawks                                      | Universidad de Florida Central |
| 91   | John Johnson        | S    | Estados Unidos | Los Angeles Rams                                      | Boston College                 |
| 92   | Jourdan Lewis       | CB   | Estados Unidos | Dallas Cowboys                                        | Michigan                       |
| 93   |                     |      | Estados Unidos |                                                       |                                |
| 94   |                     |      | Estados Unidos |                                                       |                                |
| 95   |                     |      | Estados Unidos |                                                       |                                |
| 96   | Kenny Golladay      | WR   | Estados Unidos | Detroit Lions (desde New England)                     | Northern Illinois              |
| 97   |                     |      | Estados Unidos |                                                       |                                |
| 98   |                     |      | Estados Unidos |                                                       |                                |
| 99   |                     |      | Estados Unidos |                                                       |                                |
| 100  |                     |      | Estados Unidos |                                                       |                                |
| 101  |                     |      | Estados Unidos |                                                       |                                |
| 102  |                     |      | Estados Unidos |                                                       |                                |
| 103  | Trey Hendrickson    | LB   | Estados Unidos | New Orleans Saints (desde Cleveland via New England)  | Florida Atlantic               |
| 104  | C. J. Beathard      | QB   | Estados Unidos | San Francisco 49ers (desde Kansas City via Minnesota) | Iowa                           |
| 105  | James Conner        | RB   | Estados Unidos | Pittsburgh Steelers                                   | Pittsburgh                     |
| 106  |                     |      | Estados Unidos |                                                       |                                |
| 107  |                     |      | Estados Unidos |                                                       |                                |

### Cuarta ronda
| Pick | Jugador           | Pos. | Nacionalidad   | Equipo                               | Universidad        |
| ---- | ----------------- | ---- | -------------- | ------------------------------------ | ------------------ |
| 108  |                   |      |                |                                      |                    |
| 109  |                   |      |                |                                      |                    |
| 110  | Dede Westbrook    | WR   | Estados Unidos | Jacksonville Jaguars                 | Oklahoma           |
| 111  |                   |      |                |                                      |                    |
| 112  | Eddie Jackson     | S    | Estados Unidos | Chicago Bears (desde LA Rams)        | Alabama            |
| 113  |                   |      |                |                                      |                    |
| 114  |                   |      |                |                                      |                    |
| 115  |                   |      |                |                                      |                    |
| 116  | Carl Lawson       | DE   | Estados Unidos | Cincinnati Bengals                   | Auburn             |
| 117  | Josh Reynolds     | WR   | Estados Unidos | Los Angeles Rams                     | Texas A&M          |
| 118  |                   |      |                |                                      |                    |
| 119  | Tarik Cohen       | RB   | Estados Unidos | Chicago Bears (desde Arizona)        | North Carolina A&T |
| 120  |                   |      |                |                                      |                    |
| 121  |                   |      |                |                                      |                    |
| 122  |                   |      |                |                                      |                    |
| 123  |                   |      |                |                                      |                    |
| 124  |                   |      |                |                                      |                    |
| 125  | Samson Ebukam     | LB   | Estados Unidos | Los Angeles Rams                     | Eastern Washington |
| 126  |                   |      |                |                                      |                    |
| 127  |                   |      |                |                                      |                    |
| 128  |                   |      |                |                                      |                    |
| 129  |                   |      |                |                                      |                    |
| 130  |                   |      |                |                                      |                    |
| 131  | Deatrich Wise Jr. | DE   | Estados Unidos | New England Patriots (desde Seattle) | Arkansas           |
| 132  |                   |      |                |                                      |                    |
| 133  |                   |      |                |                                      |                    |
| 134  | Jamaal Williams   | RB   | Estados Unidos | Green Bay Packers                    | BYU                |
| 135  |                   |      |                |                                      |                    |
| 136  |                   |      |                |                                      |                    |
| 137  |                   |      |                |                                      |                    |
| 138  |                   |      |                |                                      |                    |
| 139  |                   |      |                |                                      |                    |
| 140  |                   |      |                |                                      |                    |
| 141  |                   |      |                |                                      |                    |
| 142  |                   |      |                |                                      |                    |
| 143  |                   |      |                |                                      |                    |
| 144  |                   |      |                |                                      |                    |

### Quinta ronda
| Pick | Jugador         | Pos. | Nacionalidad   | Equipo                                       | Universidad     |
| ---- | --------------- | ---- | -------------- | -------------------------------------------- | --------------- |
| 145  |                 |      |                |                                              |                 |
| 146  | George Kittle   | TE   | Estados Unidos | San Francisco 49ers                          | Iowa            |
| 147  |                 |      |                |                                              |                 |
| 148  |                 |      |                |                                              |                 |
| 149  | Damontae Kazee  | CB   | Estados Unidos | Atlanta Falcons (desde LA Rams via Buffalo)  | San Diego State |
| 150  |                 |      |                |                                              |                 |
| 151  | Desmond King    | CB   | Estados Unidos | Los Angeles Chargers                         | Iowa            |
| 152  |                 |      |                |                                              |                 |
| 153  |                 |      |                |                                              |                 |
| 154  |                 |      |                |                                              |                 |
| 155  |                 |      |                |                                              |                 |
| 156  |                 |      |                |                                              |                 |
| 157  |                 |      |                |                                              |                 |
| 158  |                 |      |                |                                              |                 |
| 159  |                 |      |                |                                              |                 |
| 160  |                 |      |                |                                              |                 |
| 161  |                 |      |                |                                              |                 |
| 162  |                 |      |                |                                              |                 |
| 163  | Matt Milano     | LB   | Estados Unidos | Buffalo Bills (desde Denver via New England) | Boston College  |
| 164  |                 |      |                |                                              |                 |
| 165  | Jamal Agnew     | CB   | Estados Unidos | Detroit Lions                                | San Diego       |
| 166  |                 |      |                |                                              |                 |
| 167  |                 |      |                |                                              |                 |
| 168  |                 |      |                |                                              |                 |
| 169  |                 |      |                |                                              |                 |
| 170  |                 |      |                |                                              |                 |
| 171  | Nathan Peterman | QB   | Estados Unidos | Buffalo Bills (desde Dallas)                 | Pittsburgh      |
| 172  | Isaiah McKenzie | WR   | Estados Unidos | Denver Broncos                               | Georgia         |
| 173  |                 |      |                |                                              |                 |
| 174  |                 |      |                |                                              |                 |
| 175  |                 |      |                |                                              |                 |
| 176  |                 |      |                |                                              |                 |
| 177  |                 |      |                |                                              |                 |
| 178  | Davon Godchaux  | DT   | Estados Unidos | Miami Dolphins                               | LSU             |
| 179  |                 |      |                |                                              |                 |
| 180  |                 |      |                |                                              |                 |
| 181  |                 |      |                |                                              |                 |
| 182  | Aaron Jones     | RB   | Estados Unidos | Green Bay Packers                            | UTEP            |
| 183  |                 |      |                |                                              |                 |
| 184  |                 |      |                |                                              |                 |

### Sexta ronda
| Pick | Jugador  | Pos. | Nacionalidad   | Equipo               | Universidad |
| ---- | -------- | ---- | -------------- | -------------------- | ----------- |
| 1    |          |      |                |                      |             |
| 2    |          |      |                |                      |             |
| 3    |          |      |                |                      |             |
| 4    |          |      |                |                      |             |
| 5    |          |      |                |                      |             |
| 190  | Sam Tevi | OT   | Estados Unidos | Los Angeles Chargers | Utah        |
| 7    |          |      |                |                      |             |
| 8    |          |      |                |                      |             |
| 9    |          |      |                |                      |             |
| 10   |          |      |                |                      |             |
| 11   |          |      |                |                      |             |
| 12   |          |      |                |                      |             |
| 13   |          |      |                |                      |             |
| 14   |          |      |                |                      |             |
| 15   |          |      |                |                      |             |
| 16   |          |      |                |                      |             |
| 17   |          |      |                |                      |             |
| 18   |          |      |                |                      |             |
| 19   |          |      |                |                      |             |
| 20   |          |      |                |                      |             |
| 21   |          |      |                |                      |             |
| 22   |          |      |                |                      |             |
| 23   |          |      |                |                      |             |
| 24   |          |      |                |                      |             |
| 25   |          |      |                |                      |             |
| 26   |          |      |                |                      |             |
| 27   |          |      |                |                      |             |
| 28   |          |      |                |                      |             |
| 29   |          |      |                |                      |             |
| 30   |          |      |                |                      |             |
| 31   |          |      |                |                      |             |
| 32   |          |      |                |                      |             |

### Séptima ronda
| Pick | Jugador       | Pos. | Nacionalidad   | Equipo                          | Universidad |
| ---- | ------------- | ---- | -------------- | ------------------------------- | ----------- |
| 1    |               |      |                |                                 |             |
| 2    |               |      |                |                                 |             |
| 3    |               |      |                |                                 |             |
| 4    |               |      |                |                                 |             |
| 5    |               |      |                |                                 |             |
| 6    |               |      |                |                                 |             |
| 7    |               |      |                |                                 |             |
| 8    |               |      |                |                                 |             |
| 9    |               |      |                |                                 |             |
| 10   |               |      |                |                                 |             |
| 11   |               |      |                |                                 |             |
| 12   |               |      |                |                                 |             |
| 13   |               |      |                |                                 |             |
| 14   |               |      |                |                                 |             |
| 15   |               |      |                |                                 |             |
| 16   |               |      |                |                                 |             |
| 17   |               |      |                |                                 |             |
| 18   |               |      |                |                                 |             |
| 19   |               |      |                |                                 |             |
| 20   |               |      |                |                                 |             |
| 21   |               |      |                |                                 |             |
| 22   |               |      |                |                                 |             |
| 23   |               |      |                |                                 |             |
| 245  |               |      |                |                                 |             |
| 246  |               |      |                |                                 |             |
| 247  |               |      |                |                                 |             |
| 248  |               |      |                |                                 |             |
| 249  |               |      |                |                                 |             |
| 250  |               |      |                |                                 |             |
| 251  |               |      |                |                                 |             |
| 252  | Matthew Dayes | RB   | Estados Unidos | Cleveland Browns (desde Denver) | NC State    |
| 253  | Chad Kelly    | QB   | Estados Unidos | Denver Broncos                  | Ole Miss    |